# Platynychus
Platynychus là một chi bọ cánh cứng trong họ 
Elateridae.
Chi này được miêu tả khoa học năm 1858 bởi Motschulsky.

## Các loài
Các loài trong chi này gồm:
- Platynychus adjutor Candèze
- Platynychus adjutor (Candèze, 1873)
- Platynychus albipubens (Van Zwaluwenburg, 1931)
- Platynychus amamianus (Kishii, 1979)
- Platynychus anpingensis (Miwa, 1930)
- Platynychus costatus (Fleutiaux, 1918)
- Platynychus formosanus (Matsumura, 1910)
- Platynychus imasakai (Kishii, 1979)
- Platynychus indicus Motschulsky, 1858
- Platynychus inflatus (Candèze, 1860)
- Platynychus integer Van Zwaluwenburg, 1963
- Platynychus javanus (Candèze, 1860)
- Platynychus jucundus (Gurjeva, 1974)
- Platynychus loochooensis (Kishii, 1979)
- Platynychus masafumii (Ôhira, 1973)
- Platynychus mixtus (Fleutiaux, 1931)
- Platynychus nebulosus Motschulsky, 1858
- Platynychus nothus (Candèze, 1865)
- Platynychus papuensis (Candèze, 1878)
- Platynychus rnasafumii (Ôhira, 1973)
- Platynychus systenus (Candèze, 1860)
- Platynychus taiwanus Kishii, 1991